# 琴子
琴子（ことこ、2002年9月27日 - ）は、日本のタレント、女優。東京都出身。愛称は、こっちゃん、こつこ。

## 略歴
- 2015年8月22日 太陽のブログ〜by オフィスサカイ（アメーバブログ）での初コメント[3]。
- 2016年3月16日 ホワイトレースオフィシャルブログにてアイドルグループ「WhiteLaceZOKU」での活動発表[4]。
- 2016年3月27日 アイドルグループ「WhiteLaceZOKU」にて初ライブ[5]。
- 2018年9月24日 歌を通じてローカルアイドルを応援するキャンペーン「すきドルPROJECT 5」にて「WhiteLaceZOKU」がグランプリを受賞し、クボナオキ[6]作詞作曲の「DANCE SURVIVE」[7]歌唱権を獲得。[8]
- アイドルグループ「すとちぇり」（2021年6月15日 - 2021年10月23日）
- 2021年11月26日 オフィスサカイ退所。

## 出演

### 舞台
- ステージドア「会津の空に残した月影[9]」（2012年2月10日 - 14日、三鷹・武蔵野芸術劇場）
- 国連クラシックライブ協会「赤毛のアン」（2016年10月21日 - 23日、東京国際フォーラムホールC）[10] - アンサンブル
- ドラマデザイン社「ゲートシティーの恋[11]」（2019年1月30日 - 2月3日、下北沢・「劇」小劇場） - Aチーム 宇崎候補生/Bチーム ソラ 役
- ドラマデザイン社「清らかな水のように〜私たちの1945〜[12]」Bチーム（2019年7月25日 - 28日、新宿シアターモリエール） - 辻マキ 役
- ドラマデザイン社「レモンゼリーのプールで泳ぐ[13]」Jellyチーム（2020年11月5日 - 8日、中野・劇場MOMO） - ユウコ 役[14]
- ドラマデザイン社「清らかな水のように～私たちの1945～」プルメリアチーム（2021年7月22日 - 25日、中野・劇場HOPE） - 辻マキ 役[15]

### テレビ
- テレビ東京「さすらい署長 風間昭平」第10作（2013年7月） - 本宮可奈子(少女期) 役
- WOWOW「かなたの子」（2013年12月） - 利恵(25年前) 役
- TBS「ご対面バラエティー 7時にあいましょう」（2016年5月） - 武田久美子 役[16]

## ユニット
- 「WhiteLaceZOKU」（ホワイトレースゾク）[17] - 富岡志織、着崎花梨、琴子の3名によるユニット。2016年に結成された前身グループ「WhiteLace」[18]の体制変更に伴って、2017年5月に「WhiteLaceZOKU」へ改名。「WhiteLaceZOKU」の【ZOKU】は、続くの「続」、家族の「族」のちょい悪の「族」の意味が含まれている。しぃちゃん、かりんとこっちゃんの三姉妹と言う設定で活動[19]していた。2021年5月に活動休止、同年7月に解散した。
- すとちぇり（2021年6月 - 2021年10月） - 着崎花梨、琴子の2名によるユニット。ストレスをリラックスにチェンジする、「可愛い×かっこいい」の甘辛ミックス系アイドルグループ。ストロベリーピンク担当。